# Chileens voetbalelftal (vrouwen)
Het Chileens vrouwenvoetbalelftal is een team van voetballers dat Chili vertegenwoordigt bij internationale wedstrijden.

## Prestaties op eindronden

### Wereldkampioenschap
| Jaar   | Resultaat           | Wed                 | W                   | G                   | V                   | DV                  | DT                  |
| ------ | ------------------- | ------------------- | ------------------- | ------------------- | ------------------- | ------------------- | ------------------- |
| 1991   | Niet gekwalificeerd | Niet gekwalificeerd | Niet gekwalificeerd | Niet gekwalificeerd | Niet gekwalificeerd | Niet gekwalificeerd | Niet gekwalificeerd |
| 1995   | Niet gekwalificeerd | Niet gekwalificeerd | Niet gekwalificeerd | Niet gekwalificeerd | Niet gekwalificeerd | Niet gekwalificeerd | Niet gekwalificeerd |
| 1999   | Niet gekwalificeerd | Niet gekwalificeerd | Niet gekwalificeerd | Niet gekwalificeerd | Niet gekwalificeerd | Niet gekwalificeerd | Niet gekwalificeerd |
| 2003   | Niet gekwalificeerd | Niet gekwalificeerd | Niet gekwalificeerd | Niet gekwalificeerd | Niet gekwalificeerd | Niet gekwalificeerd | Niet gekwalificeerd |
| 2007   | Niet gekwalificeerd | Niet gekwalificeerd | Niet gekwalificeerd | Niet gekwalificeerd | Niet gekwalificeerd | Niet gekwalificeerd | Niet gekwalificeerd |
| 2011   | Niet gekwalificeerd | Niet gekwalificeerd | Niet gekwalificeerd | Niet gekwalificeerd | Niet gekwalificeerd | Niet gekwalificeerd | Niet gekwalificeerd |
| 2015   | Niet gekwalificeerd | Niet gekwalificeerd | Niet gekwalificeerd | Niet gekwalificeerd | Niet gekwalificeerd | Niet gekwalificeerd | Niet gekwalificeerd |
| 2019   | Groepsfase          | 3                   | 1                   | 0                   | 2                   | 2                   | 5                   |
| / 2023 | Niet gekwalificeerd | Niet gekwalificeerd | Niet gekwalificeerd | Niet gekwalificeerd | Niet gekwalificeerd | Niet gekwalificeerd | Niet gekwalificeerd |
| Totaal | 1/7                 | 3                   | 1                   | 0                   | 2                   | 2                   | 5                   |

### Olympische Spelen
| Jaar   | Resultaat           | Wed                 | W                   | G                   | V                   | DV                  | DT                  |
| ------ | ------------------- | ------------------- | ------------------- | ------------------- | ------------------- | ------------------- | ------------------- |
| 1996   | Niet gekwalificeerd | Niet gekwalificeerd | Niet gekwalificeerd | Niet gekwalificeerd | Niet gekwalificeerd | Niet gekwalificeerd | Niet gekwalificeerd |
| 2000   | Niet gekwalificeerd | Niet gekwalificeerd | Niet gekwalificeerd | Niet gekwalificeerd | Niet gekwalificeerd | Niet gekwalificeerd | Niet gekwalificeerd |
| 2004   | Niet gekwalificeerd | Niet gekwalificeerd | Niet gekwalificeerd | Niet gekwalificeerd | Niet gekwalificeerd | Niet gekwalificeerd | Niet gekwalificeerd |
| 2008   | Niet gekwalificeerd | Niet gekwalificeerd | Niet gekwalificeerd | Niet gekwalificeerd | Niet gekwalificeerd | Niet gekwalificeerd | Niet gekwalificeerd |
| 2012   | Niet gekwalificeerd | Niet gekwalificeerd | Niet gekwalificeerd | Niet gekwalificeerd | Niet gekwalificeerd | Niet gekwalificeerd | Niet gekwalificeerd |
| 2016   | Niet gekwalificeerd | Niet gekwalificeerd | Niet gekwalificeerd | Niet gekwalificeerd | Niet gekwalificeerd | Niet gekwalificeerd | Niet gekwalificeerd |
| Totaal | 0/6                 | 0                   | 0                   | 0                   | 0                   | 0                   | 0                   |

### Zuid-Amerikaans kampioenschap
| Jaar   | Resultaat    | Wed | W | G | V  | DV | DT |
| ------ | ------------ | --- | - | - | -- | -- | -- |
| 1991   | Runner-up    | 2   | 1 | 0 | 1  | 2  | 6  |
| 1995   | Derde plaats | 4   | 1 | 1 | 2  | 14 | 9  |
| 1998   | Eerste ronde | 4   | 1 | 0 | 3  | 6  | 13 |
| 2003   | Eerste ronde | 2   | 0 | 0 | 2  | 2  | 9  |
| 2006   | Eerste ronde | 4   | 1 | 0 | 3  | 5  | 13 |
| 2010   | Derde plaats | 7   | 3 | 2 | 2  | 11 | 8  |
| 2014   | Eerste ronde | 4   | 2 | 0 | 2  | 6  | 5  |
| Totaal | 7/7          | 27  | 9 | 3 | 15 | 46 | 63 |

## FIFA-wereldranglijst
Betreft klassering aan het einde van het jaar
| 2003 | 2004 | 2005 | 2006 | 2007 | 2008 | 2009 | 2010 | 2011 | 2012 | 2013 | 2014 | 2015 | 2016 | 2017 |
| ---- | ---- | ---- | ---- | ---- | ---- | ---- | ---- | ---- | ---- | ---- | ---- | ---- | ---- | ---- |
| 51   | 51   | 51   | 53   | 52   | 117  | 48   | 46   | 45   | 45   | 118  | 41   | 41   | 128  | 40   |

## Selecties

### Huidige selectie
| №                         | Naam               | Wed. | Dlpnt. | Club                          |
| ------------------------- | ------------------ | ---- | ------ | ----------------------------- |
| Doel                      |                    |      |        |                               |
| 1                         | Christiane Endler  | 67   | 0      | París Saint-Germain           |
| 12                        | Natalia Campos     | 8    | 0      | Universidad Católica          |
| 23                        | Ryann Torrero      | 0    | 0      | Federación de Fútbol de Chile |
| Verdediging               |                    |      |        |                               |
| 2                         | Rocío Soto         | 34   | 1      | Zaragoza                      |
| 3                         | Carla Guerrero     | 60   | 4      | Rayo Vallecano de Madrid      |
| 4                         | Francisca Lara     | 60   | 20     | Sevilla                       |
| 5                         | Valentina Díaz     | 2    | 0      | Colo-Colo                     |
| 15                        | Su Helen Galaz     | 34   | 0      | Zaragoza                      |
| 16                        | Fernanda Pinilla   | 16   | 0      | Córdoba CF                    |
| 17                        | Javiera Toro       | 6    | 0      | Santiago Morning              |
| 18                        | Camila Sáez        | 51   | 5      | Rayo Vallecano de Madrid      |
| Middenveld                |                    |      |        |                               |
| 6                         | Claudia Soto       | 26   | 0      | Santos                        |
| 8                         | Karen Araya        | 55   | 5      | Sevilla                       |
| 10                        | Yanara Aedo        | 57   | 9      | Valencia                      |
| 11                        | Yesenia López      | 27   | 3      | Colo-Colo                     |
| 14                        | Daniela Pardo      | 24   | 2      | Santiago Morning              |
| 21                        | Rosario Balmaceda  | 7    | 0      | Colo-Colo                     |
| 22                        | Elisa Durán        | 0    | 0      | Colo-Colo                     |
| Aanval                    |                    |      |        |                               |
| 7                         | María José Rojas   | 43   | 11     | Slavia Praga                  |
| 9                         | María José Urrutia | 12   | 1      | 3B da Amazônia                |
| 13                        | Javiera Grez       | 13   | 2      | Curicó Unido                  |
| 19                        | Yessenia Huenteo   | 48   | 1      | CFF Cáceres                   |
| 20                        | Daniela Zamora     | 38   | 5      | Club Universidad de Chile     |
| Bondscoach: José Letelier |                    |      |        |                               |

### Wereldkampioenschap
| Selectie van Chili bij het Wereldkampioenschap 2019 | Selectie van Chili bij het Wereldkampioenschap 2019 | Selectie van Chili bij het Wereldkampioenschap 2019 | Selectie van Chili bij het Wereldkampioenschap 2019 | Selectie van Chili bij het Wereldkampioenschap 2019 |
| №                                                   | Naam                                                | Wed.                                                | Dlpnt.                                              | Club                                                |
| --------------------------------------------------- | --------------------------------------------------- | --------------------------------------------------- | --------------------------------------------------- | --------------------------------------------------- |
| Doel                                                |                                                     |                                                     |                                                     |                                                     |
| 1                                                   | Christiane Endler                                   | 3                                                   | −5                                                  | París Saint-Germain                                 |
| 12                                                  | Natalia Campos                                      | 0                                                   | 0                                                   | Universidad Católica                                |
| 23                                                  | Ryann Torrero                                       | 0                                                   | 0                                                   | Federación de Fútbol de Chile                       |
| Verdediging                                         |                                                     |                                                     |                                                     |                                                     |
| 2                                                   | Rocío Soto                                          | 2                                                   | 0                                                   | Zaragoza                                            |
| 3                                                   | Carla Guerrero                                      | 3                                                   | 0                                                   | Rayo Vallecano de Madrid                            |
| 4                                                   | Francisca Lara                                      | 3                                                   | 0                                                   | Sevilla                                             |
| 5                                                   | Valentina Díaz                                      | 0                                                   | 0                                                   | Colo-Colo                                           |
| 15                                                  | Su Helen Galaz                                      | 2                                                   | 0                                                   | Zaragoza                                            |
| 16                                                  | Fernanda Pinilla                                    | 0                                                   | 0                                                   | Córdoba CF                                          |
| 17                                                  | Javiera Toro                                        | 2                                                   | 0                                                   | Santiago Morning                                    |
| 18                                                  | Camila Sáez                                         | 3                                                   | 0                                                   | Rayo Vallecano de Madrid                            |
| Middenveld                                          |                                                     |                                                     |                                                     |                                                     |
| 6                                                   | Claudia Soto                                        | 1                                                   | 0                                                   | Santos                                              |
| 8                                                   | Karen Araya                                         | 3                                                   | 0                                                   | Sevilla                                             |
| 10                                                  | Yanara Aedo                                         | 2                                                   | 0                                                   | Valencia                                            |
| 11                                                  | Yesenia López                                       | 3                                                   | 0                                                   | Colo-Colo                                           |
| 14                                                  | Daniela Pardo                                       | 1                                                   | 0                                                   | Santiago Morning                                    |
| 21                                                  | Rosario Balmaceda                                   | 3                                                   | 0                                                   | Colo-Colo                                           |
| 22                                                  | Elisa Durán                                         | 0                                                   | 0                                                   | Colo-Colo                                           |
| Aanval                                              |                                                     |                                                     |                                                     |                                                     |
| 7                                                   | María José Rojas                                    | 1                                                   | 0                                                   | Slavia Praga                                        |
| 9                                                   | María José Urrutia                                  | 3                                                   | 1                                                   | 3B da Amazônia                                      |
| 13                                                  | Javiera Grez                                        | 1                                                   | 0                                                   | Curicó Unido                                        |
| 19                                                  | Yessenia Huenteo                                    | 1                                                   | 0                                                   | CFF Cáceres                                         |
| 20                                                  | Daniela Zamora                                      | 3                                                   | 0                                                   | Club Universidad de Chile                           |
| Bondscoach: José Letelier                           |                                                     |                                                     |                                                     |                                                     |